# Сдавление головного мозга
Сдавление головного мозга — прогрессирующий патологический процесс в полости черепа, возникающий в результате травмы (внутричерепные гематомы, субдуральные гигромы, очаги ушиба или размозжения, вдавленные переломы, пневмоцефалия) приводящий, по заполнении ёмкости резервных пространств черепа и истощении компенсаторных механизмов, к дислокации и/или ущемлению ствола мозга с развитием угрожающего жизни состояния.
Сдавление головного мозга наблюдается у 3—5 % пострадавших с черепно-мозговой травмой.
Последние годы сдавление головного мозга позиционируется как клиническая форма черепно-мозговой травмы.

## Этиология
Среди причин сдавления на первом месте стоят внутричерепные гематомы (эпидуральные, субдуральные, внутримозговые, внутрижелудочковые). Далее следуют вдавленные переломы костей черепа, очаговые размозжения мозга, субдуральные гигромы, пневмоцефалия. Церебро-васкулярные (ЦВЗ) заболевания.

## Патогенез
Сдавление головного мозга происходит за счет уменьшения внутричерепного пространства объемными образованиями. Сдавление головного
мозга условно можно разделить на «нарастающее» и «ненарастающее». Следует иметь в виду, что любое ненарастающее сдавление при ЧМТ может стать нарастающим и привести к выраженной компрессии и дислокации мозга.
- К ненарастающим сдавлениям относят сдавление отломками костей черепа при вдавленных переломах и давление на мозг другими инородными телами. В этих случаях само сдавливающее мозг образование не увеличивается в объеме.

В генезе сдавления мозга ведущую роль играют вторичные внутричерепные механизмы. Так, вокруг костных фрагментов или инородных тел образуется зона отека, которая может привести к сдавлению.
- К нарастающим сдавлениям относятся все виды внутричерепных гематом (эпидуральные, субдуральные, внутримозговые) и ушибы мозга, сопровождающиеся масс-эффектом (масс-эффект — наличие клинических и МРТ-признаков компрессии мозга, наличие деформации базальных цистерн, смещение срединных структур мозга более 5 мм).

## Патоморфология
Патоморфологически СГМ характеризуется объёмным скоплением:
- жидкой и/или свернувшейся крови (по локализации скопление может быть эпидуральное, субдуральное, внутримозговое, внутрижелудочковое);
- спинномозговой жидкости (субдуральной локализации);
- детрита в смеси с свернувшейся кровью (внутримозговой локализации);
- воздуха (субдуральной и/или внутрижелудочковой локализации).

Наличие инородного скопления вызывает местную и общую компрессию вещества мозга, смещение срединных структур, деформацию и сжатие вместилищ спинномозговой жидкости, дислокацию и ущемление ствола мозга.

## Клиническая картина
В зависимости от тяжести повреждения и других факторов, приведших к сдавлению головного мозга, нарастание симптоматики может быть быстрым (непосредственно после травмы), либо отсроченным во времени.
Симптоматика складывается из:
- общемозговых (различные виды нарушений сознания, головная боль, многократная рвота, психомоторное возбуждение);
- очаговых (появление/углубление гемипареза, одностороннего мидриаза, парциальных эпилептических припадков);
- стволовых симптомов (появление/углубление брадикардии, повышение АД, ограничение взора вверх, тонический спонтанный нистагм, двухсторонние патологические знаки);

В зависимости от фона, на котором развивается СГМ, светлый промежуток может быть развернутым, стертым либо отсутствует.
Несколько по-особому протекает сдавление головного мозга, вызванное опухолью.
Непосредственное сдавление или разрушение за счет инфильтрации опухолью ткани головного мозга обусловливает появление локальных (первичных, местных, гнездных) симптомов. Дисфункция относительно близко лежащих к опухоли мозговых структур, которая возникает вследствие отека, местных нарушений гемодинамика, некоторых видов дислокаций и других причин приводит к появлению дополнительной группы симптомов, так называемых симптомов «по соседству». По мере нарастания этих явлений могут появляться симптомы «на отдалении», в частности, симптомы вклинения отдаленных от опухоли отделов мозга, а также общемозговые симптомы, развивающиеся вследствие диффузного отека мозга, генерализации нарушений гемодинамики и появления внутричерепной гипертензии.